# Vår Framtid
Vår Framtid (VF) är ett lokalt politiskt parti i Klippans kommun med två mandat i kommunalfullmäktige efter valen 2028 och 2022.